# Долбушка
Долбушка (каз. Долбуш) — село в Мендыкаринском районе Костанайской области Казахстана. Входит в состав Первомайского сельского округа. Находится примерно в 12 км к северо-западу от районного центра, села Боровского. Код КАТО — 395657200.

## История
В 1950-е годы в селе действовала Долбушинская машинно-тракторная станция Кустанайской области, в которой трудился Герой Социалистического Труда комбайнёр Андрей Константинович Захаров.

## Население
В 1999 году население села составляло 572 человека (261 мужчина и 311 женщин). По данным переписи 2009 года в селе проживали 463 человека (216 мужчин и 247 женщин). По данным переписи 2021 года, в селе проживало 292 человека (154 мужчины и 138 женщин).